# Retrat de Maria Lluisa de Parma
El Retrat de Maria Lluisa de Parma és un quadre de Francisco de Goya pintat cap a 1800. Es tracta d'un retrat de Maria Lluïsa de Borbó-Parma (reina d'Espanya), que es conserva al Museu Víctor Balaguer de Vilanova i la Geltrú, en dipòsit del Museo del Prado.

## Descripció
Maria Lluïsa de Parma apareix en un primer pla, de mig cos i a peu dret. La reina porta un vestit ajustat al cos, atrevit i ric en ornamentació i color, seguint els cànons que marcava la moda francesa de l'època. En el quadre es pot observar el treball minuciós de Goya per representar cada detall del vestit: els petits brodats de flors daurades i blaves, les delicades puntes de les mànigues i la fina tela transparent que cobreix el prominent escot. Destaca sobretot el tocat exuberant, de tons clars, format per cintes, llaços puntes i plomes. S'observa també que amb la mà dreta subjecta un ventall tancat, un complement femení imprescindible que es va imposar al segle xviii.
Goya va pintar el rostre de la reina sense idealitzar-la, va representar-la tal com era, amb un lleu somriure, que més que simpatia, denotava una gran seguretat, pròpia d'una dona astuta i dominant.
El quadre està exposat a la Sala Prado del Museu Víctor Balaguer al costat del retrat del seu marit Carles IV, també pintat per Goya.